# Roe mot Wade
Roe mot Wade (engelska: Roe v. Wade) är ett fall i USA:s högsta domstol där domslutet fastställde att fri abort ingår i den konstitutionellt skyddade rätten till privatliv. Rättsfallet upphävdes den 24 juni 2022, men förblir ett av de mest kända som avgjorts av domstolen. Då domen avkunnades hade endast ett begränsat antal delstater infört fri abort, och de flesta delstater var därför tvungna att revidera sin lagstiftning. Under år 2019 hade debatten kring Roe mot Wade återigen hamnat på agendan, efter flera lagförslag i olika amerikanska delstater som inskränker tillgången till abort. 
Den 24 juni 2022 upphävdes detta prejudicerande rättsfall, av USA:s högsta domstol som en konsekvens av dess avgörande i målet Dobbs mot Jackson Women's Health Organization, vilket i praktiken innebär att det åter är upp till varje delstatsförsamling att lagstifta om vad som gäller i respektive delstat.
Roe mot Wade är ett av de mest kontroversiella domsluten i USA:s rättshistoria. För liberala och feministiska grupper uppfattades det som en avgörande framgång. Konservativa grupper organiserade sig däremot för att bekämpa vad man uppfattade som en orimlig juridisk inblandning på federal nivå i delstaternas politiska liv (se även domstolsaktivism). Den amerikanska befolkningen blev delvis uppdelad i grupper som identifierade sig som pro-choice (för kvinnans rätt att välja själv) respektive pro-life (för det ofödda barnets rätt till liv), vilket ännu idag påverkar det politiska livet. 
Ur en juridisk synvinkel ledde Roe vs. Wade till en diskussion om Högsta domstolens roll som uttolkare av den amerikanska konstitutionen. Domstolens beslut att utvidga rätten till privatliv till att omfatta fri abort, har såväl applåderats, som kritiserats för att politisera juridiken. Högsta domstolen har senare återupptagit Roe mot Wade i ett fall år 1992, men bekräftade då sin tidigare ståndpunkt.

## Historik

### Bakgrund
Fallet inleddes i Texas av advokaten Sarah Weddington, på begäran av Norma McCorvey, en ogift och gravid kvinna, för att ändra på delstatens antiabortlag. Namnet Jane Roe var standardaliaset för anonyma kvinnliga kärande. När stämningen misslyckades inkluderades flera kärande, bland andra James Hubert Hallford, en läkare som gripits för att ha utfört aborter.
Lagen i Texas gjorde det olagligt att utföra en abort, utom för att rädda moderns liv. Weddington menade att lagen var okonstitutionellt vag och kränkte gravida kvinnors rättigheter enligt första (religionsfrihet), fjärde (rätt till privatliv), femte (rätt att dömas i domstol), nionde (mot regeringsinskränkande av grundrättigheter), och fjortonde (medborgarrättigheter) tillägget till konstitutionen. Dallas Countys allmänne åklagare, Henry Wade, var svarande i fallet. En domstol med tre domare gick på "Jane Roes" linje, men vägrade att ge en förordning till staten att sluta upprätthålla abortlagen.
År 1965 hade Högsta domstolen i ett beslut skyddat rätten till ett privatliv när det gällde bruket av preventivmedel av gifta par, och 1972 även för ogifta par. Många förespråkare såg det som en öppning för liberalare abortlagar.
Både "Jane Roe" och Wade ville föra saken till Högsta domstolen. Fallet hölls där mellan Weddington och Texas biträdande allmänne åklagare, Jay Floyd, den 13 december 1971.

### Processen

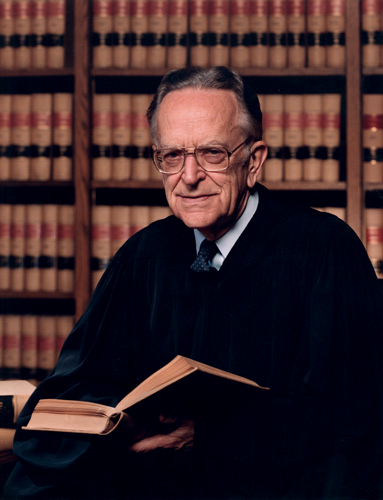
Domare Harry Blackmun

Argumenten mot Roe var främst att även foster har en okränkbar rätt att leva, och att en dom skulle vara att gå för långt ifrån konstitutionens text.
Argumenten för Roe var främst att kvinnan skall bestämma över sin kropp, och individens val över det kollektivas rätt.
Warren Burger, chefsdomare i Högsta domstolen, gav ledamoten Harry Blackmun i uppdrag att skriva inlagan. Blackmuns inlaga hävdade att Texas anti-abortlag var okonstitutionellt vag, men Burger var missnöjd med Blackmuns inlaga, och ville då att fallet skulle argumenteras på nytt inför nya ledamöter, William Rehnquist och Lewis F. Powell (Jr.) som hörde fallet den 11 oktober 1972.

### Beslutet
Högsta domstolen fastslog sitt beslut den 22 januari 1973 med en majoritet av 7 över 2 att Texas anti-abortlagar var okonstitutionella.
Blackmuns inlaga menade att "de restriktiva anti-abortlagar som existerar i de flesta delstater idag är relativt nya" och att aborten kriminaliserats i och med en lag från senare delen av 1800-talet. Sektion VI ägnas åt en analys av tidigare historiska attityder, från persiska imperiet till amerikanska läkarförbundet.
Aborter tilläts genom hela graviditeten med tanke på att tidiga aborter var säkrare än förlossning och att ordet "person" i konstitutionen "inte inkluderar ofödda". 1980 vägrade dock Högsta domstolen tolka beslutet som att den federala staten skulle betala kostnaden för kvinnor som inte hade råd att betala själva.
Trots att Roe själv inte hann omsätta utslaget i praktiken − graviditeten var över före förhandlingen − beslutade Högsta domstolen något förvånande att fallet inte var "inaktuellt" eller att hon saknade talan då hon inte längre var gravid, eftersom de flesta förhandlingar är längre än de flesta graviditeter. Beslutet förde också med sig att de övriga kärande i fallet blev friade.

### Reaktioner på beslutet
De första protesterna mot beslutet kom från katolskt håll, då den katolska kyrkan motsätter sig såväl abort som preventivmedel. På slutet av 1970-talet började republikanska strateger se på abort som en fråga som skulle kunna låsa upp rösterna hos miljoner kristna, och idag är även många protestanter abortmotståndare. Varje årsdag för beslutet har demonstrationer organiserats utanför Högsta domstolens byggnad i Washington D.C.[källa behövs]
Opinionsundersökningar har konsekvent visat att en majoritet, särskilt på 2000-talet, har motsatt sig att upphäva Roe mot Wade.
I vissa delstater, särskilt i södern och det så kallade bibelbältet, är en majoritet motståndare till aborter. Dessa delstater har i flera fall efter Roe mot Wade instiftat lagar som inskränker rätten till abort. Detta inkluderar lagar som kräver föräldrars samtycke för minderåriga som vill göra abort, lagar som kräver makes samtycke, lagar som kräver att aborter sker på sjukhus och inte i kliniker, lagar som förbjuder delstatligt understöd till abort, lagar som kräver väntetid före aborten, lagar som kräver att kvinnorna läser vissa typer av litteratur före aborten, och många mer. Under 1970-talet införde kongressen Hyde-tillägget som förbjöd den federala staten att betala för aborter. USA får inte hjälpa familjerådgivningsorganisationer som ger råd om aborter. Högsta domstolen gjorde många delstatslagar, som begränsade aborträtten, olagliga i en lång rad fall från mitten av 1970-talet till slutet av 1980-talet, men fortsatte vägra att kräva att staten skulle betala för aborter. 
Liberala och feministiska juridiska forskare har haft olika reaktioner på Roe och inte alltid gett beslutet oreserverad stöd. Ett argument är att Blackmun nådde rätt resultat men gick till väga på fel sätt. Vissa jurister menar också att lagen inte täcks av konstitutionen, medan andra hävdar att lagen täcks, men av andra delar än de som specificeras i domslutet. Vissa akademiker menar att Roe mot Wade förstörde framtida chanser att bygga konsensus kring stöd för aborträtten.[källa behövs]
Feministiska organisationer har applåderat att beslutet skyddar kvinnans jämlikhet och individuella frihet. Domare Blackmun ägnade resten av sitt liv att försvara beslutet och åkte landet runt och talade. Under 1980- och 1990-talet ökade pressen på demokratiska partiet att ta starkare ställning för Roe.
Beslutet kring Roe mot Wade blev senare Ronald Reagans lackmustest på framtida ledamöter till Högsta domstolen, och flera påtänkta ledamöter föll på den avgörande frågan. George H.W. Bush och Donald Trump utnämnde flera Wade-anhängare.

### Jane Roe byter sida
Ironiskt nog, blev Jane Roe, alias Norma McCorvey, aktiv antiabortaktivist, efter att hon blev frälst. Hon hävdade i en intervju 2005 att hon blev manipulerad av advokaten Sarah Weddington, som bara ville ha en kärande för att driva abortfrågan. Hon utnyttjade sin rättighet som deltagare i den ursprungliga rättegången, och fick det första beslutet ändrat. Hennes nya åsikt är baserad på andra kvinnors men efter aborter. Men domaren menade att hennes yrkande inte kom in inom rimlig tid, och den 22 februari 2005 slog Högsta domstolen fast att hon inte fick resning.
I en intervju under slutet av McCorveys liv påstod hon att hon fått betalt av konservativa grupper för att låtsas vara antiabortaktivist. Hon sa också att det inte spelade någon roll för henne om kvinnor ville göra abort och att kvinnor borde vara fria att välja själva. Rob Schenck, en metodistpastor och aktivist som tidigare var mot abort, berättade att han och andra övertalade McCorvey att säga att hon var mot abort. Något som enligt Schenck var "mycket oetiskt" och som han "ångrade djupt". Detta har dock tillbakavisats som falska påståenden, bland annat av Martin Luther Kings brorsdotter Dr. Alveda King, som var nära vän med Norma McCorvey 

### 2022 års upphävande
Roe mot Wade upphävdes 24 juni 2022, efter beslut i Högsta domstolen med röstsiffrorna 5–4. Upphävandet skedde efter flera års debatt och hårdnande abortlagstiftning i bland annat Texas och Oklahoma. Beslutet genomfördes efter att domstolen på senare år fått republikansk (konservativ) majoritet genom flera utnämningar under Donald Trumps presidentskap.
I och med beslutet skickas ärendet tillbaka till delstaterna, vilket innebär att lagarna skiljer sig åt från delstat till delstat, från total acceptans till ett fullständigt förbud också vid graviditet efter våldtäkt och incest. Enligt the Guardian bor i juni 2022 majoriteten av USA:s kvinnor i fertil ålder i en stat där abort är förbjudet, snart förbjudet eller allvarligt hotad.
Upphävandet av Roe mot Wade ledde till en intensiv debatt i USA och i västvärlden. USA:s president Joe Biden kallade beslutet för "förverkligandet av en extrem ideologi och ett tragiskt misstag" och la till att "Kvinnors hälsa och liv i denna nation är nu i fara." Flera experter, bland andra Rachel Hardeman, professor i reproduktiv hälsa, varnade för att mödradödligheten kommer att öka, särskilt för fattiga och för icke-vita. Vatikanens redaktionschef Andrea Tornielli skrev att antiabortaktivister också borde vara oroliga över andra hot mot livet, såsom enkel tillgång till vapen, fattigdom och stigande mödradödlighet. I bland annat Sverige och Frankrike har politiker reagerat på upphävandet med diskussioner om att grundlagsskydda aborträtten.